# Hans Lipschis
Hans Lipschis (geboren als Antanas Lipšys; Kretinga, 7 november 1919 - Aalen, 16 juni 2016) was tijdens de Tweede Wereldoorlog lid van de Waffen-SS, en werkte in het concentratiekamp Auschwitz. Volgens het Simon Wiesenthal Centrum was hij kampbewaker, en zij plaatsten hem op de vierde plaats van hun lijst van meest gezochte oorlogsmisdadigers. Lipschis werd, 93 jaar oud, op 6 mei 2013 gearresteerd wegens medeverantwoordelijkheid aan moord. Hij claimde zelf, alhoewel werkzaam geweest te zijn in Auschwitz, dat hij alleen kok was geweest. Het Openbaar Ministerie was van mening te kunnen bewijzen dat Lipschis persoonlijk oorlogsmisdaden had begaan, maar op 6 december 2013 werd hij vrijgelaten omdat hij volgens de rechter vanwege dementie niet in staat was terecht te staan.

## Militaire loopbaan
- Schütze: 23 oktober 1941[2]
- SS-Sturmmann: 1 februari 1943[2]
- SS-Rottenführer: 1 februari 1944[2]